# Àcid pentacosanoic
L'àcid pentacosanoic (anomenat també, de forma no sistemàtica, àcid pentacosílic) és un àcid carboxílic de cadena lineal amb vint-i-cinc àtoms de carboni, la qual fórmula molecular és {\displaystyle {\ce {C25H50O2}}}. En bioquímica és considerat un àcid gras, i se simbolitza per C25:0.

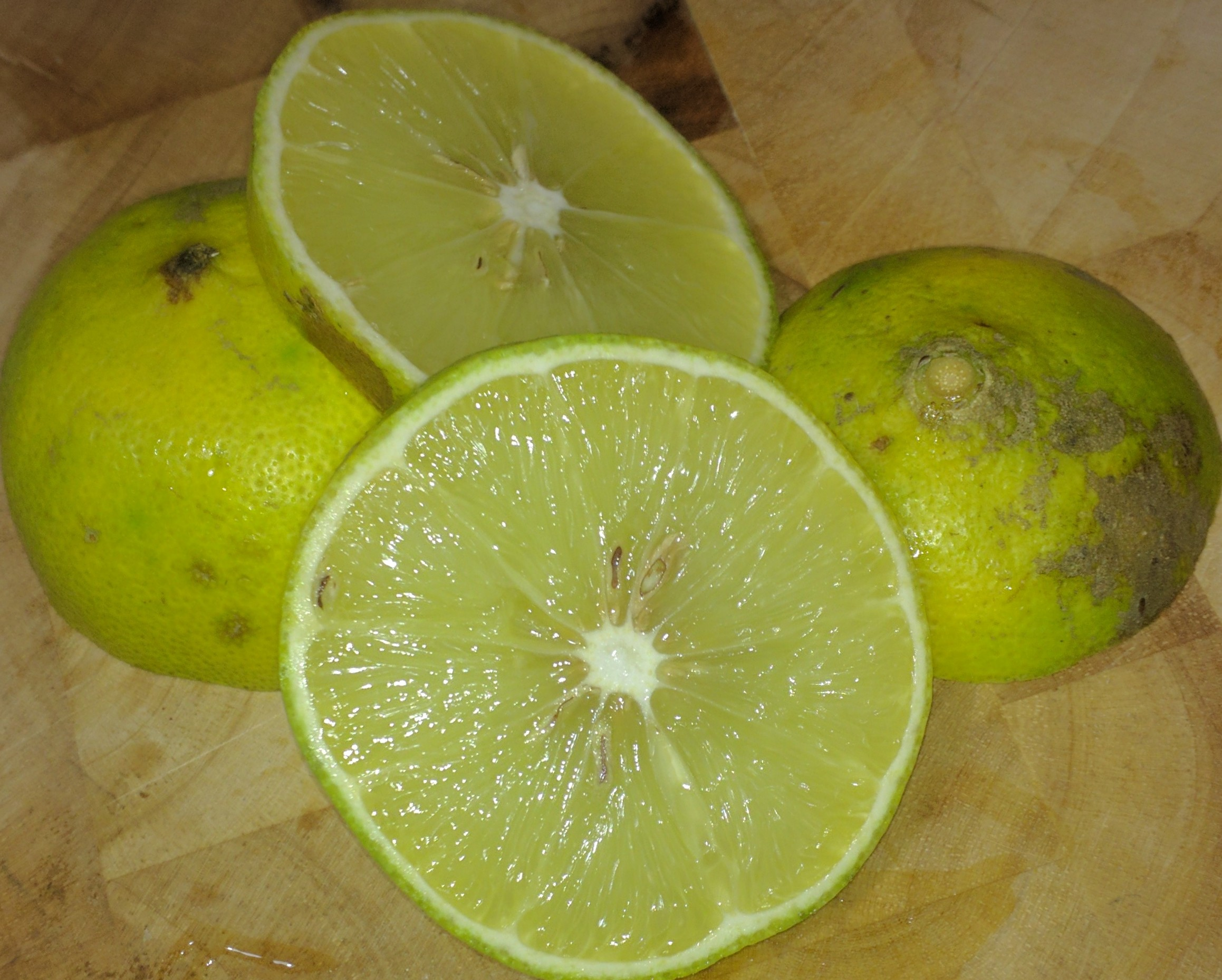
Bergamota

L'àcid pentacosanoic és un sòlid a temperatura ambient que fon a 83 °C. A la naturalesa ha sigut aïllat de diferents plantes com, per exemple, la bergamota Citrus bergamia, la Pergularia daemia, el sisal Agave sisalana i Shorea maranti, i s'ha identificat a l'esponja Ircinia spinulosa. És lleugerament soluble en cloroform i, en calent, lleugerament soluble en acetat d'etil, en acetona i en metanol. L'índex de refracció és d'1,4292 a 70 °C.
S'ha estudiat el seu ús pel tractament i prevenció dels tipus 1 i 2 de la diabetis mellitus.